# Kinkamonselkä
Kinkamonselkä är en del av en sjö i Finland. Den ligger i Varkaus i landskapet Norra Savolax, i den sydöstra delen av landet, 290 km nordost om huvudstaden Helsingfors. Kinkamonselkä ligger 74 meter över havet.